# ناپایداری دمایی بایاس منفی
ناپایداری دمایی بایاس‌منفی (به انگلیسی: Negative-bias temperature instability) (اِن‌بی‌تی‌آی) یک مسئله کلیدی در قابلیت‌اطمینان در ماسفت‌ها، نوعی از پیری ترانزیستور است. اِن‌بی‌تی‌آی به صورت افزایش در ولتاژ آستانه و درنتیجه کاهش جریان دِرِین و هدایت‌انتقالی یک ماسفت ظاهر می‌شود. این تخریب اغلب با وابستگی توزیع توانی به زمان تقریب زده می‌شود. در افزاره‌های ماس کانال p (پیماس) نگرانی بدیهی است، زیرا آنها تقریباً همیشه با ولتاژ گیت به سورس منفی کار می‌کنند. با این حال، همان سازوکار همچنین بر ترانزیستورهای اِنماس زمانی که در رژیم انباشتگی (به انگلیسی: accumulation) بایاس می‌شوند، یعنی با یک بایاس منفی اعمال شده به گیت، تأثیر می‌گذارد.
به‌طور خاص، با گذشت زمان بارهای مثبت در مرز اکسید-نیم‌رسانا در زیر گیت یک ماسفت به دام می‌افتند. این بارهای مثبت تا حدی ولتاژ گیت منفی را بدون کمک به رسانایی از طریق کانال، همان‌طور که قرار است حفره‌های الکترونی در نیم‌رسانا انجام دهند، خنثی می‌کنند. هنگامی که ولتاژ گیت حذف می‌شود، بارهای به دام افتاده در یک مقیاس زمانی از میلی‌ثانیه تا ساعت از بین می‌روند. این مشکل با کوچک شدن ترانزیستورها حادتر شده است، زیرا میانگین‌گیری کمتری از اثر در یک ناحیه بزرگ گیت وجود دارد؛ بنابراین، ترانزیستورهای مختلف مقادیر متفاوتی از اِن‌بی‌تی‌آی را تجربه می‌کنند که فنون‌های طراحی مدار استاندارد برای آسان‌گیری تغییرپذیری تولید که به تطابق نزدیک ترانزیستورهای مجاور بستگی دارد را شکست می‌دهد.
اِن‌بی‌تی‌آی برای لوازم الکترونیکی قابل‌حمل بسیار مهم شده است زیرا با دو فنون رایج صرفه‌جویی در مصرف برق تعامل بدی دارد: کاهش ولتاژ کاری و دروازه‌بندی کلاک. با ولتاژهای کاری کمتر، تغییر ولتاژ آستانه ناشی از اِن‌بی‌تی‌آی کسری بزرگتر از ولتاژ منطقی است و عملکرد را مختل می‌کند. هنگامی که یک پالس‌ساعت خاموش است، ترانزیستورها کلیدزنی را متوقف می‌کنند و اثرات اِن‌بی‌تی‌آی با سرعت بیشتری انباشته می‌شوند. هنگامی که پالس‌ساعت دوباره فعال می‌شود، آستانه ترانزیستور تغییر کرده و مدار ممکن است کار نکند. برخی از طرح‌های کم‌مصرف به جای توقف کامل به منظور کاهش اثرات اِن‌بی‌تی‌آی، به پالس‌ساعت با فرکانس‌پایین تغییر می‌کنند.

## فیزیک
جزئیات سازوکارهای اِن‌بی‌تی‌آی مورد بحث قرار گرفته است، اما اعتقاد بر این است که دو اثر درآن دخیل هستند: به‌دام‌اندازی حفره‌های دارای بار مثبت، و تولید حالت‌های میانجی.
- تله‌های موجود در بخش عمده دی‌الکتریک با حفره‌هایی که از کانال پیماس می‌آیند پُر شده‌اند. آن تله‌ها را می‌توان با حذف ولتاژ تنش خالی کرد، به طوری که تَبهگِنی (به انگلیسی: degradation) Vth می‌تواند در طول زمان بازیابی شود.
- تله‌های میانجی تولید می‌شوند و این حالت‌های میانجی زمانی که افزاره پیماس در حالت «روشن»، یعنی با ولتاژ گیت منفی بایاس می‌شود، به‌طور مثبت باردار می‌شوند. برخی از حالت‌های میانجی ممکن است با حذف تنش غیرفعال شوند، به طوری که تبهگنی Vth می‌تواند در طول زمان بازیابی شود.

وجود دو سازوکار همزیستی منجر به مجادله علمی در مورد اهمیت نسبی هر جزء و سازوکار تولید و بازیابی حالت‌های میانجی شده است.
در افزاره‌های زیرمیکرومتری نیتروژن به اکسید گیت سیلیکون وارد می‌شود تا چگالی جریان نشتی گیت را کاهش دهد و از نفوذ بور جلوگیری کند. مشخص است که ترکیب نیتروژن اِن‌بی‌تی‌آی را افزایش می‌دهد. برای فناوری‌های جدید (۴۵ نانومتر و طول کانال اسمی کوتاه‌تر)، پشته‌های گیت فلزی با کاپای-بالا به عنوان جایگزینی برای بهبود چگالی جریان گیت برای یک ضخامت اکسید معادل معین (EOT) استفاده می‌شود. حتی با معرفی مواد جدید مانند اکسید هافنیوم در پشته گیت، اِن‌بی‌تی‌آی باقی می‌ماند و اغلب با به‌دام‌اندازی بار اضافی در لایهٔ با کاپای-بالا تشدید می‌شود.
با معرفی گیت‌های فلزی با کاپای-بالا، سازوکار تبهگنی جدید مهم‌تر شده است که به آن پی‌بی‌تی‌آی (به انگلیسی: positive bias temperature instabilities) (برای ناپایداری‌های دمایی بایاس مثبت) می‌گویند، که در هنگام بایاس مثبت بر ترانزیستور اِنماس تأثیر می‌گذارد. در این مورد، هیچ حالت میانجی تولید نمی‌شود و ۱۰۰٪ از تبهگنی Vth آن ممکن است بازیابی شود.